# Campionatul Mondial de Scrimă din 1948
Campionatul Mondial de Scrimă din 1948 s-a desfășurat la Haga în Țările de Jos. Doar proba de floretă feminină s-a tras, nefiind pe programul Jocurilor Olimpice din același an.

## Rezultate

### Feminin
| Probă             | Aur | Argint                                                                                         | Bronz                                                                                    |
| Floretă pe echipe | Danemarca · Solveig Jørgensen · Karen Lachmann · Kate Mahaut · Grete Olsen · Ulla Barding · Kirsten Suhr-Hansen | Ungaria · Ilona Elek · Margit Elek · Éva Kun · Katalin Horváth · Magdolna Nyári · Ilona Vargha | Franța Jacqueline Baudot Renée Garilhe Françoise Gouny Alice Karren Louisette Malherbaud |

## Clasament pe medalii
| Loc | Țară      | Aur | Argint | Bronz | Total |
| --- | --------- | --- | ------ | ----- | ----- |
| 1   | Danemarca | 1   | 0      | 0     | 1     |
| 2   | Ungaria   | 0   | 1      | 0     | 1     |
| 3   | Franța    | 0   | 0      | 1     | 1     |